# Cornelia de majestatis
Cornelia de majestatis va ser una llei romana que considerava reus de traïció (delicte de majestas) als que impedien exercir el seu ofici a un magistrat, als qui tenien el govern d'una província i en traguessin l'exèrcit per fer la guerra, als qui sollevessin tropes o perdonessin als caps enemics presoners, als qui no sostinguessin la seva jurisdicció i als ciutadans que servissin a un rei estranger. La pena era el desterrament o la privació de l'aigua i del foc, i s'admetia com a prova el testimoni de dones i esclaus, quedant exempts de càstig els calumniadors. Els culpables d'aquest delicte podien ser sotmesos a turment a diferència del que passava amb els ciutadans en altres delictes.
Es pensa que la va posar en vigor Luci Corneli Sul·la cap a l'any 80 aC i es va mantenir en vigor fins al temps de Juli Cèsar, l'any 49 aC. Un segon capítol poc conegut d'aquesta llei tractava de les difamacions públiques dels ciutadans, que prohibia expressament.